# كريستوفر مورلي (ممثل)
كريستوفر مورلي (بالإنجليزية: Christopher Morley)‏ هو ممثل أمريكي، ولد في 1951.

## وصلات خارجية
- كريستوفر مورلي على موقع IMDb (الإنجليزية)
- كريستوفر مورلي على موقع قاعدة بيانات الفيلم (الإنجليزية)